# Андраде, Игнасио
Игнасио Андраде Троконис (исп. Ignacio Andrade Troconis; 1839—1925) — политический деятель, генерал, 36-й президент Венесуэльской республики (1898—1899).

## Биография
Родился 31 июля 1839 года в Венесуэле в семье генерала Хосе Андраде.
После получения воинского образования некоторое время был сенатором штата Фалькон, затем губернатором Каракаса, после чего получил портфель министра образования Венесуэлы. В 1897 году от штата Миранда был выдвинут кандидатом в президенты Венесуэлы, на которых, хотя и одержал победу, но многие были уверены, что эта победа досталась ему путём мошенничества и махинаций. В «ЭСБЕ» времена правления Игнасио Андраде описаны следующими словами: «Его деспотизм привел к волнениям; отмена права свободы печати, собраний и сходок, произведенная им вопреки конституции, их не успокоила; летом 1899 г. волнения обратились в бунт…»
Воспользовавшись недовольством народа, предприимчивый погонщик мулов Сиприано Кастро в 1899 году поднял восстание против президента республики Андраде и двинулся на Каракас. Когда он был у самого города, Андраде отказался от власти; Кастро вступил в столицу, провозгласил себя правителем и страна на три страшных года погрузилась в пучину братоубийства.
Андраде был депортирован из страны и поселился в Пуэрто-Рико. В 1903 году ему было разрешено вернуться в страну, и он служил режиму Хуана Висенте Гомеса (который свергнул Кастро с поста президента, пока тот лечился от сифилиса во Франции) на постах министра иностранных дел (1916—1917) и министра внутренних дел (1917—1922).
Скончался 17 февраля 1925 года в Макуто (штат Варгас).